# Maja Vodanović
Maja Vodanović, née le 20 janvier 1968 à Split en Croatie, est une artiste, enseignante et femme politique québécoise. Elle est la mairesse de l'arrondissement de Lachine de la ville de Montréal depuis novembre 2017.

## Biographie
Maja Vodanović est née le 20 janvier 1968 à Split, en Croatie, alors une république au sein de la Yougoslavie. Elle immigre au Canada en 1975. Elle étudie à l'Université McGill où elle obtient un baccalauréat en histoire de l'art en 1991 et à l'Université Concordia où elle obtient un baccalauréat en beaux-arts en 1994.
Son travail d’artiste a été représenté par la galerie Valentin à Montréal, la galerie Yvon Desgagnés à Baie-Saint-Paul et la Gevik Gallery à Toronto.
Entre 1984 et 2013, elle enseigne l'art aux jeunes par des projets éducatifs axés sur la connaissance de la faune et de la flore et la protection de l’environnement,,,,.
Maja Vodanović est mariée à l'architecte Bernard Olivier. Ils ont deux enfants nés en 1994 et 1997.

### Vie politique
En lien avec son enseignement auprès des jeunes, elle encourage la formation de l'Alliance jeunesse de Lachine dans le but de favoriser la participation des jeunes à la vie démocratique.
Maja Vodanović est élue conseillère d'arrondissement dans le district du Canal en 2013, au sein du parti du maire sortant Claude Dauphin.
En 2016, en désaccord avec la gestion de l'urbanisme du secteur de Lachine-Est et de ses sols contaminés, elle quitte le parti du maire Dauphin,. En janvier 2017, elle se joint au parti Projet Montréal et annonce sa candidature à la mairie de l’arrondissement.
En novembre 2017, Maja Vodanović est élue mairesse de l'arrondissement de Lachine avec 39,57 % des votes. Elle est alors nommée membre du comité exécutif de la Communauté métropolitaine de Montréal et représentante de la CMM au Conseil national zéro déchet du Canada où elle siège au conseil d’administration et copréside le comité aviseur pour le plastique.
Lors des élections générales du 7 novembre 2021, Maja Vodanović est réélue avec 62,21 % des votes exprimés,. Le 24 novembre, elle est nommée par la mairesse de Montréal, Valérie Plante, membre du comité exécutif responsable de la concertation des arrondissements et de l'eau,,,, ainsi que déléguée à l'Alliance des villes des Grands Lacs et du Saint-Laurent, où elle est élue au conseil d'administration pour 2022-2023.
Le 27 juin 2025, elle annonce qu'elle sera à nouveau candidate au poste de mairesse d'arrondissement de Lachine pour le parti Projet Montréal. Elle annonce au même moment les candidats du parti aux postes de conseiller à Lachine : Myriam Grondin, Jacques Filion, Pilar Hernandez et Chad Polito,.